# 佐藤健太郎
佐藤健太郎（1986年12月1日—），日本男性漫畫家。小池一夫講座第8期出身。

## 人物簡介
2011年1月，以短篇「暗殺先生」獲得《週刊少年Champion》每月例行舉辨的2月期「月例Fresh漫畫賞」編輯長獎勵獎。同年，另以「私立園」又獲得第76屆週刊少年Champion新人漫畫獎，並刊登於《週刊少年Champion》30號，正式出道，他的作品從此都在Champion系列連載。
代表作是在《別冊少年Champion》連載的《末日的魔法少女》，《Champion Tap！》跟《週刊少年Champion》連載的《魔法少女網站》。後者曾在2018年播出同名電視動畫。

## 作品列表
| 作品名稱（日文原名） | 發表雜誌／號                                                                               | 出版社              | 冊數   | 備註                     |
| -------------------- | ------------------------------------------------------------------------------------------ | ------------------- | ------ | ------------------------ |
| 末日的魔法少女（魔法少女·オブ·ジ·エンド）   | 《別冊少年Champion》 2012年7月號／創刊號－2017年9月號                                      | 秋田書店 東立出版社 | 全16冊 | －                       |
| 魔法少女網站（魔法少女サイト）     | 《Champion Tap！》2013年7月18日－2017年10月5日 →《週刊少年Champion》2017年48號－2019年35號 | 秋田書店 東立出版社 | 全16冊 | 2018年播出同名電視動畫。 |

## 擔任原作
- 魔法少女網站Sept（《Champion Tap！》2017年10月26日－2018年6月28日→《MANGA CROSS（日语：マンガクロス）》2018年7月26日－2018年8月30日，全2冊）作畫：宗我部利典

## 出演
- 電視動畫『魔法少女網站』（2018年）－小田野總二〈配音〉
- 運動娛樂特別節目『SASUKE』（2018年12月31日，TBS）

## 外部連結
- 佐藤健太郎的X（前Twitter） （日語）
- （日語）－佐藤健太郎的官方個人部落格。